# Неманья Томич
Неманья Томич (серб. Nemanja Tomić / Немања Томић, нар. 21 січня 1988, Крагуєваць) — сербський футболіст, півзахисник клубу «Младост» (Лучани).
Виступав, зокрема, за «Партизан» та «Генчлербірлігі», а також національну збірну Сербії.

## Клубна кар'єра
Вихованець клубу «Раднички» з рідного міста Крагуєваць. У 16 років він дебютував за рідний клуб на дорослому рівні і встановив клубний рекорд як наймолодший гравець, який дебютував за клуб. Всього за команду він провів 3 гри у другому дивізіоні країни.
На початку 2006 року Томич отримав запрошення перейти в «Партизан», де спочатку пів року виступав за молодіжку «чорно-білих», а потім грав два з половиною сезони за фарм-клуб «Партизана», «Телеоптик», провівши 66 матчі третього сербського дивізіону. 20 січня 2009 року було оголошено, що він підписав 5-річний контракт з «Партизаном». У складі цієї команди Неманья провів наступні чотири з половиною роки своєї кар'єри гравця і здебільшого виходив на поле в основному складі команди, провівши загалом 158 гри в усіх турнірах і забивши 31 гол. З командою він виграв чотири титули чемпіона Сербії (2009, 2010, 2011, 2012) і два трофеї Кубка Сербії (2009, 2011), а також залишився в історії клубу як автор 300-го голу «Партизана» в єврокубках, відзначившись у грі проти міланського «Інтернаціонале» (1:3) в Белграді в Лізі Європи.
4 січня 2013 року Томич підписав трирічний контракт з турецьким «Генчлербірлігі». 17 лютого дебютував за команду в матчі проти «Мерсін Ідманюрду» (3:1) і провів у команді загалом 3,5 роки. У Томича був ще один рік контракту зі столичним клубом, але оскільки турки не розраховували на нього, серб достроково покинув команду і сезон 2016/17 провів у команді другого турецького дивізіону «Гіресунспор».
30 серпня 2017 року уклав контракт з клубом другого грецького дивізіону «Трикала». 10 грудня 2017 року він двічі забив у домашньому матчі проти «Аполлона» з Лариси (3:1). Всього за сезон зіграв 24 гри чемпіонату і забив 4 голи.
У жовтні 2018 року повернувся в сербський футбол і підписав контракт з клубом «Земун» Він провів 20 ігор чемпіонату за «Земун», забив чотири голи, але клуб за підсумками сезону 2018/19 вилетів із Суперліги. В результаті у червні 2019 року Томич підписав контракт із «Радничками» (Ниш). Він зіграв у семи іграх за команду (два у кваліфікації Ліги Європи та п'ять у Суперлізі) і покинув клуб у те саме трансферне вікно, 2 вересня 2019 року, перейшовши до «Радника» (Сурдулиця), де і дограв сезон.
5 жовтня 2020 року повернувся до рідного клубу «Раднички» (Крагуєваць), підписавши контракт до кінця сезону. З командою у першому ж сезоні виграв Першу лігу і вийшов до Суперліги, після чого на початку вересня 2021 року підписав новий контракт із «Радничками». Провівши ще півтора сезони у вищому дивізіоні, наприкінці 2022 року він залишив «Раднички» та підписав контракт із клубом «Младост» (Лучани). Станом на 16 лютого 2023 року відіграв за клуб з Лучан 2 матчі в національному чемпіонаті.

## Виступи за збірні
Протягом 2009—2010 років залучався до молодіжної збірної Сербії. У її складі був учасником молодіжного чемпіонату Європи 2009 року у Швеції, де зіграв у всіх трьох матчах, але серби не змогли вийти з групи. 13 жовтня 2009 року Неманья Томич у відборі на наступне молодіжне Євро забив гол у матчі проти збірної Хорватії і відсвяткував це жестами, які нагадували постріл із вогнепальної зброї в бік хорватських уболівальників. У результаті УЄФА дискваліфікувало його на матч. Всього на молодіжному рівні зіграв у 13 офіційних матчах, забив 2 голи.
7 квітня 2010 року дебютував в офіційних іграх у складі національної збірної Сербії в товариському матчі з Японією (3:0), забивши свій перший гол за збірну країни на 60-й хвилині, а на 85-й його замінив Никола Бельїч. Всього провів за головну команду країни 5 матчів і забив 1 гол.

## Досягнення

### Club
Partizan
- Чемпіон Сербії (4): 2008/09, 2009/10, 2010/11, 2011/12
- Володар Кубка Сербії (2): 2008/09, 2010/11

### Індивідуальні
- У символічній збірної сербської Суперліги (1): 2008/09